# Гінкго дволопатеве (Чернівці)
Гі́нкго дволопа́теве — ботанічна пам'ятка природи місцевого значення в Україні. Розташована в межах міста Чернівці, на вулиці 28 Червня, 69 (територія прокуратури м. Чернівці, з боку вулиці Радищева, 2). 
Площа 0,01 га. Статус надано 1984 року. Перебуває у віданні прокуратури м. Чернівці. 
Статус надано з метою збереження екзотичного дерева — ґінко дволопатеве.